# Породица Миленковић
Породица Миленковић се односи на групу од три особе: Светозар Миленковић (1907–1983), Вида Миленковић (1912–1992) и Александар Петровић (1917–1944). Они су одликовани као Праведни међу народима за спасавање Јевреја од нациста у Србији током Другог светског рата.
Светозар је био српски православни свештеник, син свештеника. Вида, његова супруга (рођена Петровић), била је ћерка Михаила Петровића, четничког борца за слободу против Османлија. Александар, њен брат, био је студент.
Године 1941. нацисти су окупирали Београд и почели да сакупљају Јевреје. Породица Фење (отац који је имао звање доктора, мајка и њихове две ћерке) избегли су у Рашку да би избегли прогон; али су нацисти почели да „чисте“ и тај град од Јевреја. Многи који су били пријатељи или комшије нису понудили Фењема помоћ, али Светозар и Вида јесу. Склонили су их у сопствени дом и уредили скровишта за оца и једну ћерку у оближњим селима. Александар је организовао слична скровишта за мајку и другу ћерку. Подручје је било опасно: против Немаца су се борили четници Драгољуба Михаиловића и југословенски партизани, који су тражили и хапсили све које су сматрали непожељним. Фење су носили сељачку одећу, селили се с места на место и преживели рат.
Александар је имао мање среће. Нацисти су га ухватили и послали у концентрациони логор Маутхаузен-Гусен. Дана 29. јуна 1944. године, у оближњој гасној комори, био је угушен гасом.
Јад Вашем је 24. октобра 2002. прогласио Светозара и Виду Миленковића и Александра Петровића Праведницима међу народима.